# Sillano
Sillano è la frazione capoluogo del comune di Sillano Giuncugnano nella provincia di Lucca e si trova in alta Garfagnana. È stato un comune autonomo fino al 31 dicembre 2014.

## Storia

### Simboli
Secondo la leggenda il nome del paese deriverebbe da quello del console romano Lucio Cornelio Silla, il quale, chiamato in aiuto da Mario, in Gallia, si sarebbe fermato in questa parte dell'Appennino a causa della neve abbondante. Per questo motivo nello stemma del comune di Sillano era raffigurato un centurione romano, affiancato da un cipresso, in riferimento alla consuetudine dei colori romani di piantare quest'albero nei luoghi sacri.

## Monumenti e luoghi d'interesse

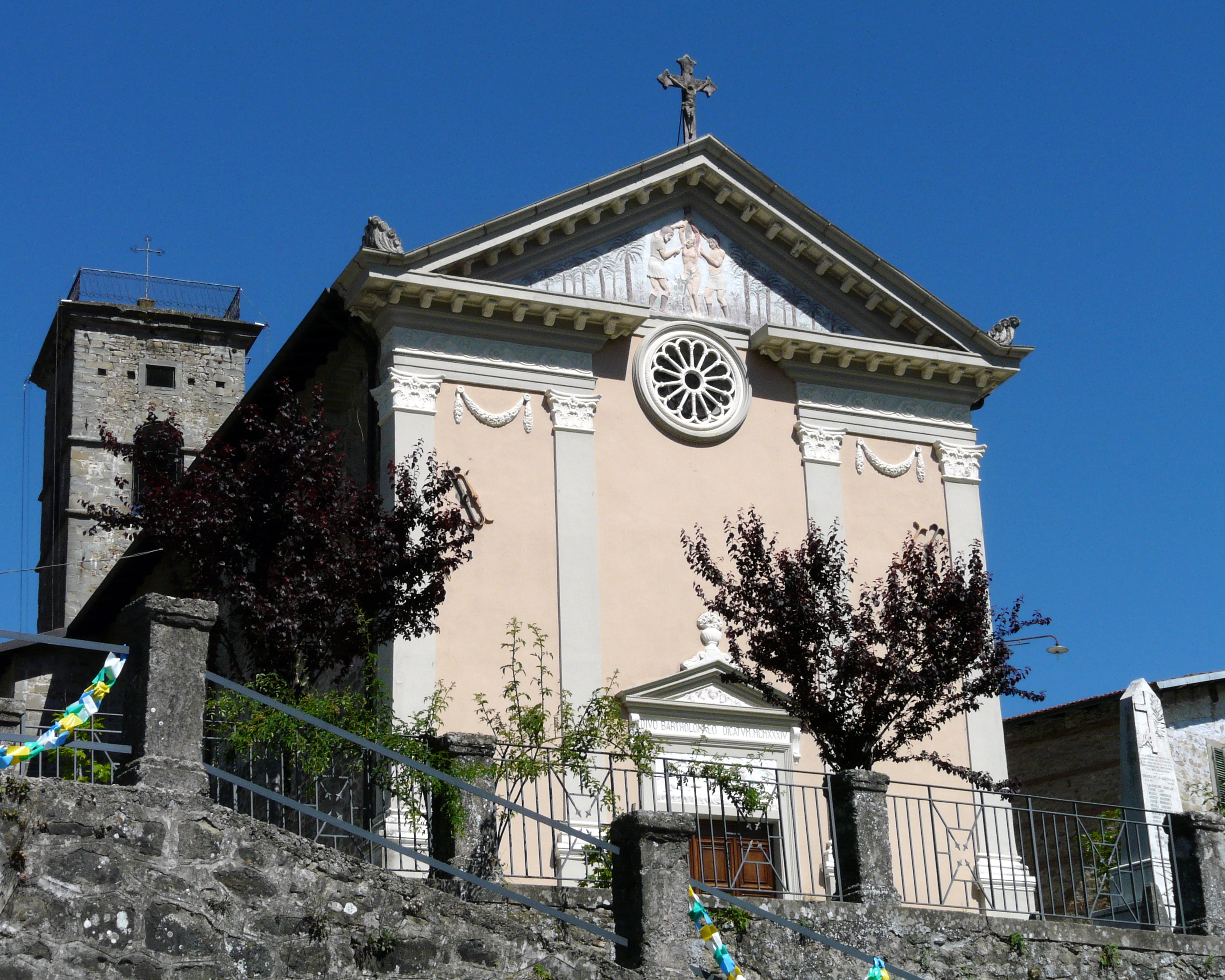
La chiesa di San Bartolomeo

- Chiesa parrocchiale di San Bartolomeo Apostolo a Sillano
- Chiesa del Carmine a Sillano
- Le strade della Contessa (Sillano)

## Amministrazione
Di seguito è presentata una tabella relativa alle amministrazioni che si sono succedute in questo comune.
| Periodo        | Periodo         | Primo cittadino  | Partito                              | Carica  | Note  |
| -------------- | --------------- | ---------------- | ------------------------------------ | ------- | ----- |
| 15 giugno 1985 | 25 maggio 1990  | Luciano Gori     | Democrazia Cristiana                 | Sindaco | [ 5 ] |
| 20 giugno 1990 | 24 aprile 1995  | Pietro Bertolini | -                                    | Sindaco | [ 5 ] |
| 24 aprile 1995 | 14 giugno 1999  | Franco Saloi     | -                                    | Sindaco | [ 5 ] |
| 14 giugno 1999 | 14 giugno 2004  | Roberto Pagani   | centro-destra                        | Sindaco | [ 5 ] |
| 14 giugno 2004 | 8 giugno 2009   | Roberto Pagani   | lista civica                         | Sindaco | [ 5 ] |
| 8 giugno 2009  | 26 maggio 2014  | Claudio Baisi    | lista civica: Sillano per continuare | Sindaco | [ 5 ] |
| 26 maggio 2014 | 1º gennaio 2015 | Roberto Pagani   | lista civica: Sillano punto e a capo | Sindaco | [ 6 ] |

## Società

### Evoluzione demografica
Abitanti censiti; per gli ultimi censimenti si evidenzia in blu la popolazione residente nel centro abitato di Sillano, in verde quella residente nei vecchi confini comunali.

### Etnie e minoranze straniere
Secondo i dati ISTAT al 31 dicembre 2011 nella frazione risiedevano 14 stranieri, pari al 4,0% della popolazione.

Territorio dell'ex comune di Sillano all'interno della provincia di Lucca

## Sport
- Sillano-Ospedaletto: è una gara motociclistica. Si tratta di una delle cronoscalate del Campionato Italiano Velocità in Salita, trofeo organizzato annualmente dalla Federazione Motociclistica Italiana, è costituita da un percorso di circa 2 800 metri e copre un dislivello di 205 m.[9]. Nel 2011 si è arrivati alla 40ª edizione.[10]